# Султанија Турхан Хатиџе
Султанија Турхан (1626 - 4. август 1683) била је супруга османског султана Ибрахима I и мајка султана Мехмеда IV.

## Хасеки-султанија
Рођена је у близини града Хотин у Украјини 1626. године. Са 12 година су је отели Кримски Татари и продали на пијацу робова у Истанбулу где је купљена као робиња. Завршила је у палати султаније Атике, полусестре султана Мурата IV.
У палати султаније Атике, девојка је добила одговарајуће образовање и послата је са четрнаест година као дар Ибрахимове полусестре. Истакнута својом лепотом и интелигенцијом, светлокоса и плавоока Турхан је брзо освојила срце султана Ибрахима и добила је статус Хасеки-султаније. Поред свих осталих Ибрахимових наложница, Турхан је успела да остане Ибрахимова миљеница, која му је сваке године родила дете. Како је и прва је успела да му роди наследника, добила је титулу Главне Хасеки-султаније.
Сукцесивно, Турхан је родила: Гевхерхан-султанију (1641), Мехмеда IV (1642), Ајше-султанију (1643), Атике-султанију (1644), Бејхан-султанију (1645) и шехзаде Ахмета (1646).
Током 1645-46 године, Ибрахиму се веома допао мали син једне робиње, до те мере да је више волео туђе дете од свог сина Мехмеда. Турхан је постала изузетно љубоморна и искалила је свој бес на Ибрахиму, који је разбеснео и зграбио Мехмеда из Турханиних руку и бацио га у базен. Мехмед би се удавио да га слуга није спасио. Остао му је трајни ожиљак на челу.

## Свргавање султаније Косем
Ибрахимово психичко стање, као и критична ситуација османске државе која је настала његовом владавином, брзо су се погоршавали и до 1648. године све дворске групе, укључујући и Ибрахимову мајку, довеле су до закључка о потреби његовог брзог свргавања. Дана 8. августа 1648. године, султан Ибрахим је збачен са престола и неколико дана касније је задављен. Ибрахима је наследио његов шестогодишњи син Мехмед. Ступањем Мехмеда на престо, Турхан је требало да добије титулу Валиде и све припадајуће привилегије, али је због година – Турхан је тада имала нешто више од двадесет година – и неискуства, титула пуноправне Велике Валиде-султаније и регента додељена баки малог султана, Косем-султанији, која је до тада била два пута важећи регент.
Амбициозна Турхан је одбила да се преда без борбе. Током три године колико је Косем провела на власти, Турхан је успела да стекне много присталица, међу којима су били глава црних евнуха и велики везир; ипак, јањичари су и даље остали на Косеминој страни. Упркос чињеници да се Косем ефикасно носила са дужностима пуноважног регента, почели су немири у народу због великог утицаја јањичара на политику земље.
Средином 1651. године Турхан је сазнала да јањичари, уз сагласност султаније Косем, планирају да отрују Мехмеда ИВ и да на престо поставе њеног другог унука, шехзаде Сулејмана, чија се мајка Дилашуб-султанија чинила флексибилнијом. Ови планови су били пренети Турхан-султанији од Мелек-калфе, једне од слушкиња Косем-султаније, за коју се испоставило да је Турханин шпијун. У ноћи 2. септембра 1651. године, Косем султанију су у њеним одајама задавиле Турханине присталице, иако се не зна са сигурношћу да ли је убиство планирано и извршено по директном наређењу мајке Мехмеда IV.

## Валиде-султанија
Како је султанија Турхан била регент свог сина до 1656. године, заједно са Мехметом успела је да створи ефикасан тандем управљања, што је младом султану омогућило да стекне потребно искуство и пре пунолетства. Због тако разумне поделе власти, Мехмед је целог живота волео и дубоко поштовао своју мајку. Због свог неискуства, Турхан се ослањала на друге чланове владе, пре свега на великог везира, да је саветује о политичким питањима.
Да би трајно освајала себи најближе паше, султанија Турхан је користила своје кћери да уговара бракове који су могли бити од политичке користи. Како је њен син Мехмет знао да погуби супруге својих сестара због грешака, дешавало се да је Турхан неколико пута удавала своје кћери за неколико паша током живота, где су екстремни примери за то биле њене кћери Бејхан-султанија и Атике-султанија, које су живеле у својим палатама са по четири различита супружника. 
Турхан је била у лошијим односима три кћерки султаније Косем, нарочито са Фатмом-султанијом. Турхан је знала да их удаје, иако су биле у каснијим годинама, да би их држала подаље од утицаја на политику у држави какав су имале за време владавине своје браће.
Поред тетака свог сина, Турхан је имала ривала у својој снахи Гулнуш-султанији, која је била Хасеки-султанија њеног сина. Најпре је сукоб када је султанија Гулнуш 1665. године покушала да убеди Мехмеда IV да погуби његову полубраћу Сулејмана и Ахмеда, да би обезбедио својим синовима миран прелазак на трон, међутим султанија Турхан је спречила ове намере. Љубомора међу њима је ескалирала 1671. године када је султанија Гулнуш добила 10 милиона акчи по постхумној жељи Фатме-султаније.